# Thăng Điền
Thăng Điền là một xã thuộc thành phố Đà Nẵng, Việt Nam.
Xã Thăng Điền có diện tích 19,15 km², dân số năm 2019 là 11.120 người, mật độ dân số đạt 581 người/km².